# Droga magistralna A13 (Łotwa)
Droga magistralna A13 (łot. Autoceļš A13 (Latvija)) – łotewska droga magistralna długości 163,40 km. Przebiega od granicy rosyjskiej, gdzie łączy się z rosyjską drogą magistralną A116, przez Rzeżycę i Dyneburg do granicy litewskiej, gdzie przechodzi w litewską drogę magistralną A6. W całości w ciągu trasy europejskiej E262.